# Stettiner Maschinenbau AG Vulcan
La Stettiner Maschinenbau Aktien-Gesellschaft Vulcan (nota anche come Vulcan di Stettino) era una azienda tedesca costruttrice di navi e locomotive a vapore di Stettino. La Vulcan ebbe un importante ruolo durante la prima guerra mondiale in quanto costruttrice di U-boat e navi da guerra per la marina imperiale tedesca e, nella seconda guerra mondiale, per la Kriegsmarine, e fu all'avanguardia nelle costruzioni navali fino alla sua chiusura avvenuta nel 1945, dopo che l'azienda aveva fatto bancarotta nel 1928.

## Storia

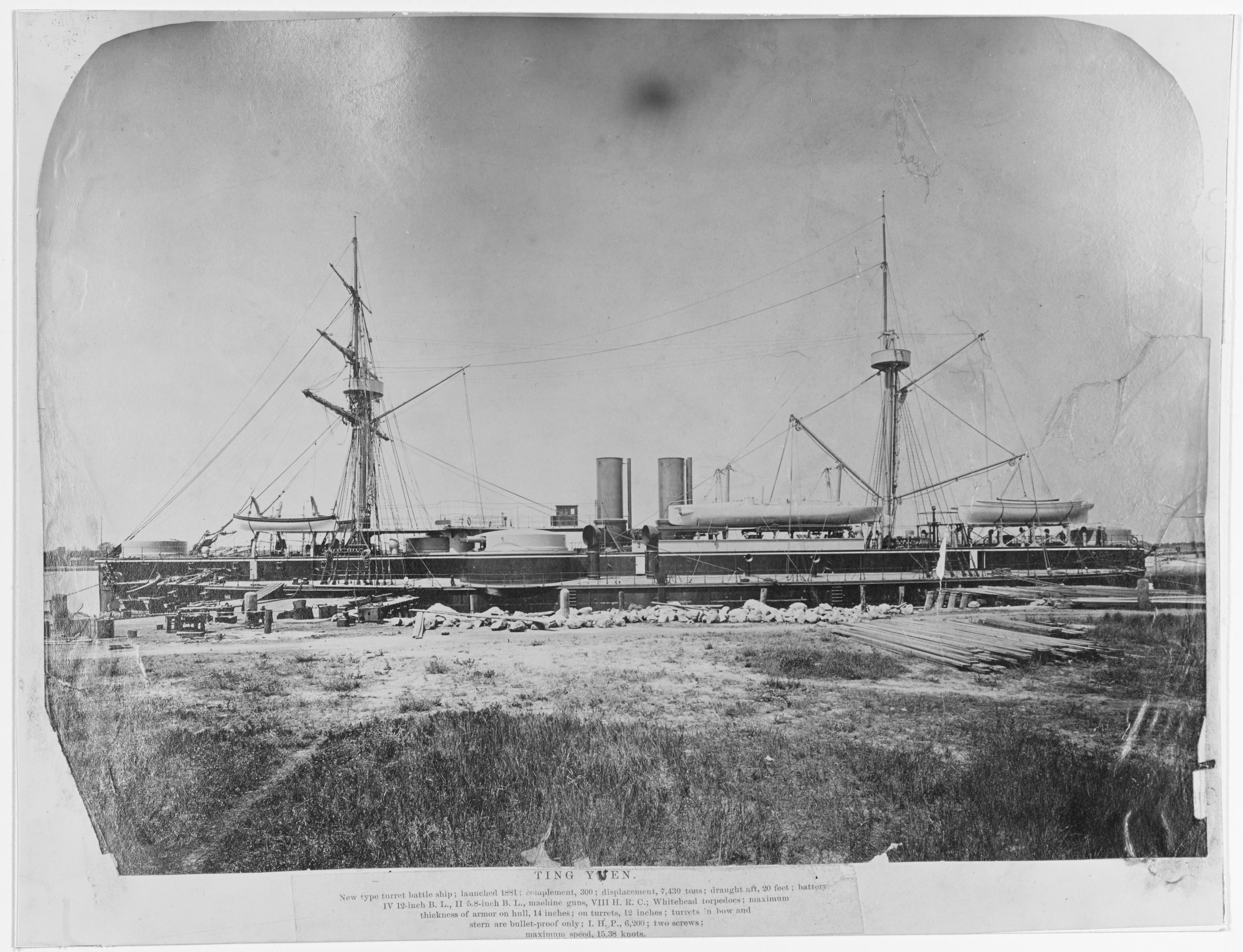
Nave Dingyuan costruita per la Cina imperiale nel 1881

La Vulcan venne fondata a Stettino, all'epoca nel Regno di Prussia, nel 1851 con il nome originale di Vulcan Werft dagli ingegneri di Amburgo Früchtenicht e Brock. Nel 1857 venne trasformata in una società per azioni (tedesco: Aktiengesellschaft), che comprendeva azioni di compagnie di Berlino e Stettino. Il nome fu cambiato in Stettiner Maschinenbau AG "Vulcan" (tedesco: Società di ingegneria meccanica di Stettino "Vulcan" AG) e venne avviata anche la costruzione di locomotive a vapore, costruendo la prima locomotiva nel 1859. L'officina ferroviaria venne impiantata a Bredow, nei dintorni di Stettino. Il cantiere navale fu il primo stabilimento di costruzioni navali civile dell'Impero tedesco, che ottenne un ordine dalla Kaiserliche Marine di costruzione di una nave da guerra, con la realizzazione dell'incrociatore corazzato SMS Preußen, varato il 22 novembre 1873 e completato il 4 luglio 1876.

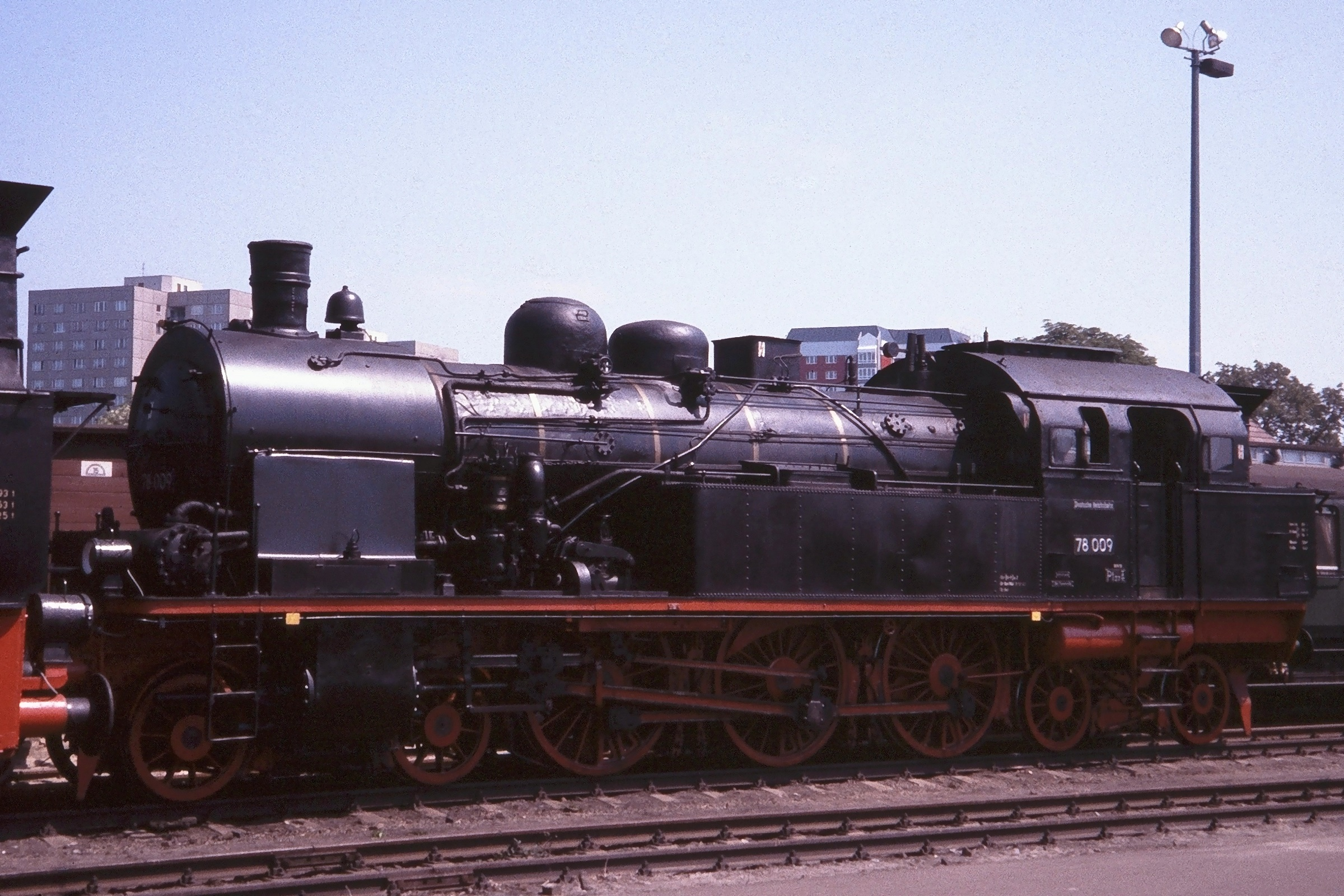
Locomotiva Prussiana T 18 costruita dalla Vulcan

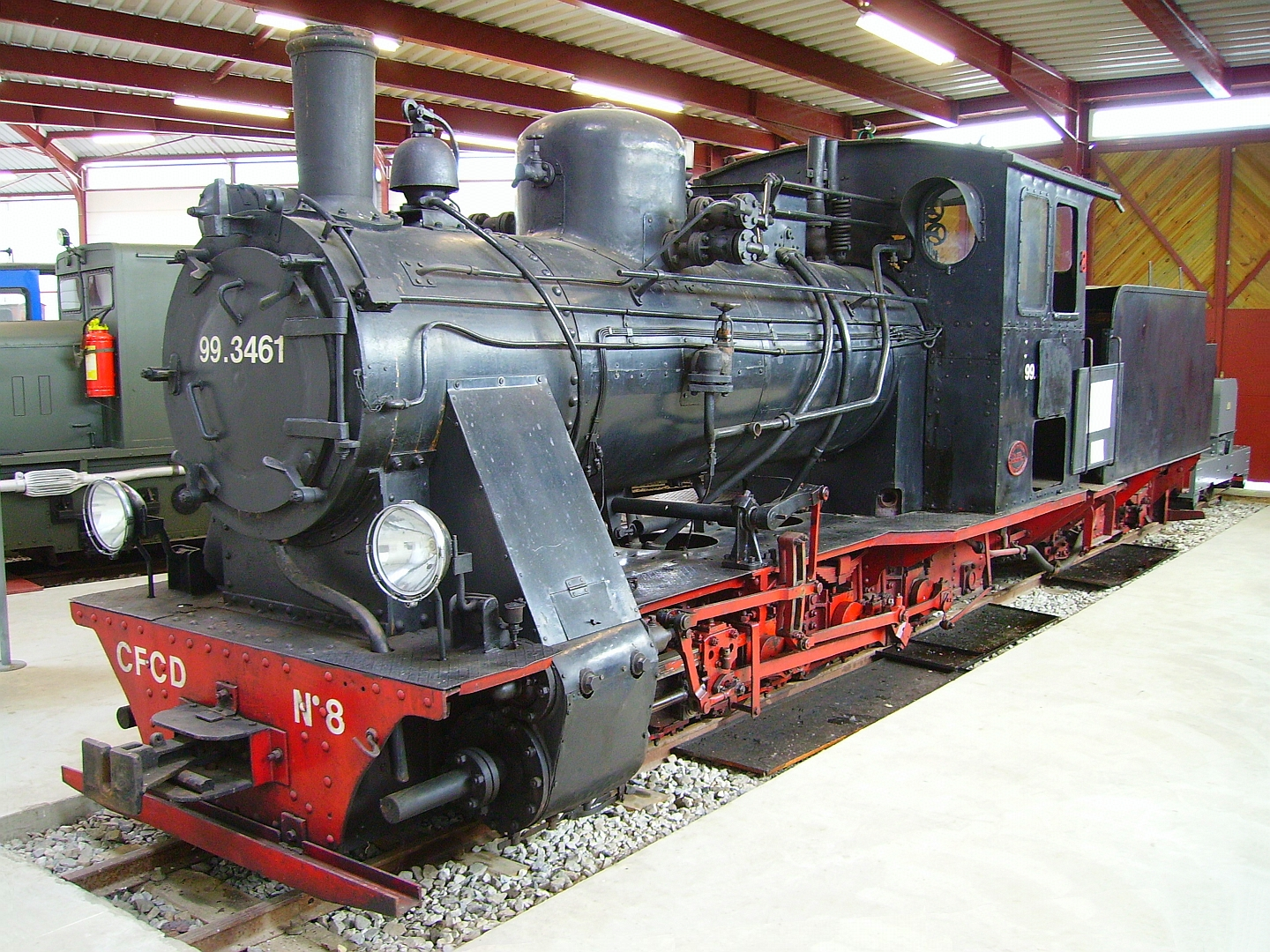
Locomotiva 0-4-0T a scartamento 600 mm per la ferrovia Froissy-Dompierre

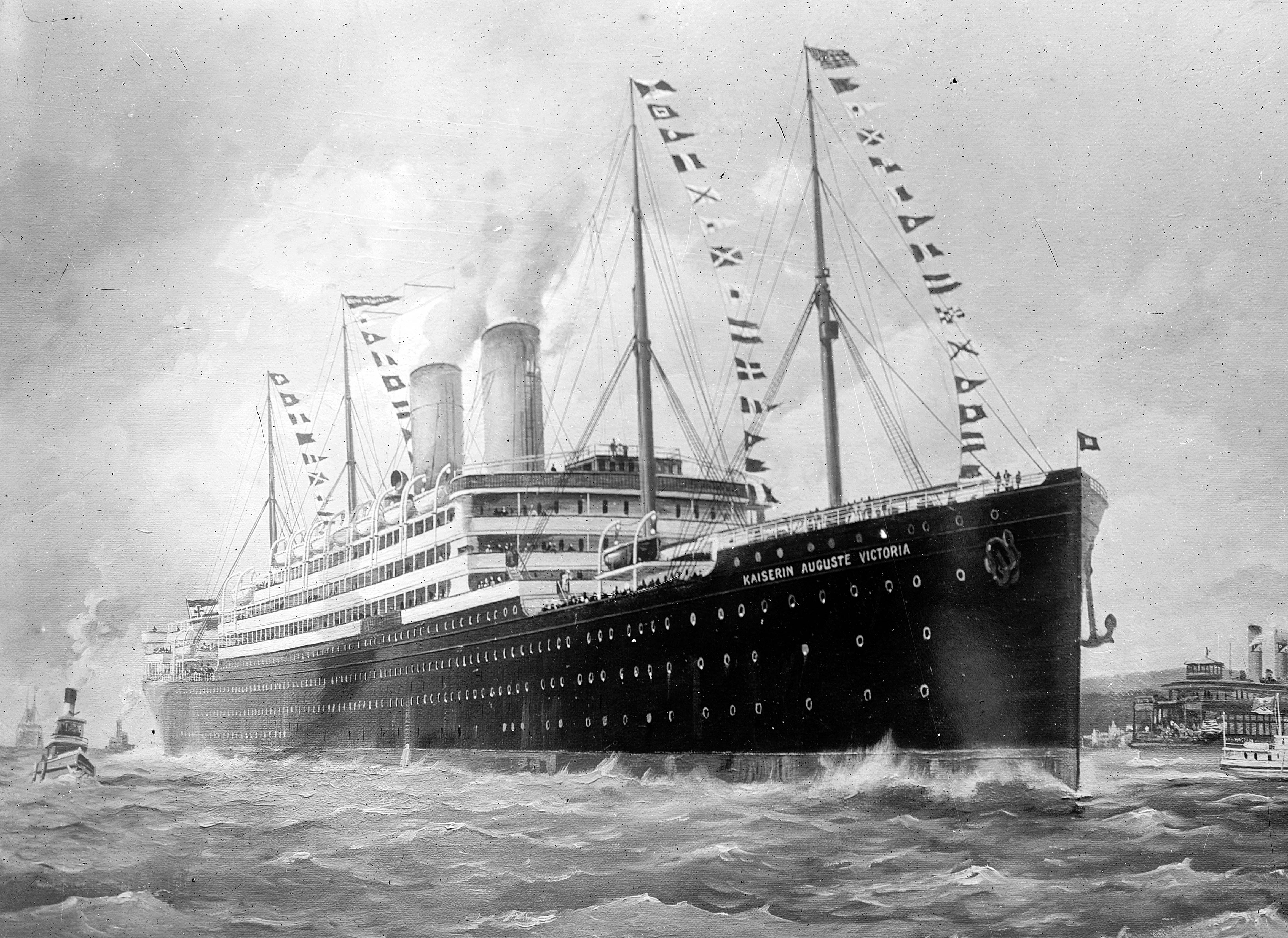
La Kaiserin Auguste Victoria

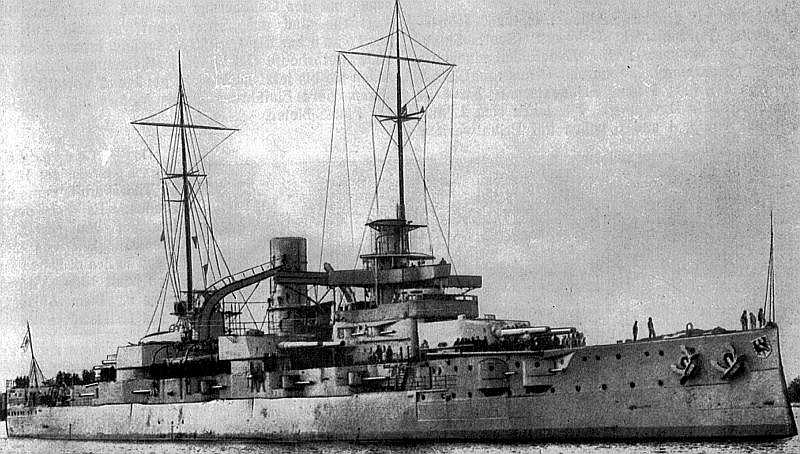
SMS Rheinland

Il Fürst Bismarck

Fino al 1900, il cantiere navale visse una fase di intenso sviluppo e nei suoi scali furono varate navi per i più importanti armatori, inizialmente tedeschi poi anche di altri paesi del mondo e vennero realizzate unità navali oltre che per la Marina Imperiale Tedesca, anche per le marine di Cina, Russia, Grecia, Brasile e Giappone. Quattro navi costruite in questo cantiere vinsero 12 volte il nastro azzurro dell'Atlantico, il riconoscimento che veniva attribuito alla nave passeggeri che deteneva il record di velocità media di attraversamento dell'Atlantico, in regolare servizio e senza scali di rifornimento; le navi realizzate nel cantiere che ottennero tale riconoscimento furono:
- Kaiser Wilhelm der Große (2x)
- Deutschland (8x)
- Kronprinz Wilhelm
- Kaiser Wilhelm II

Tra 1907 e 1909 vennero costruiti nuovi impianti di costruzioni navali ad Amburgo e dal 1911 l'azienda prese il nome di Vulcan-Werke Hamburg und Stettin Actiengesellschaft. A quel tempo, il cantiere navale di Amburgo cominciò a prendere ordini per navi più grandi, mentre a Stettino furono prodotte navi di minori dimensioni e sommergibili durante la prima guerra mondiale.
Nel 1905 fu costruita la più grande nave passeggeri del mondo: la SS Augusta Victoria. L'impresa fu ripetuta nel 1913 nello stabilimento di Amburgo, costruendo il successivo piroscafo passeggeri più grande al mondo, il transatlantico SS Imperator più grande a tutti gli effetti del Titanic, affondato un anno prima. Il transatlantico SS Imperator nel 1920 venne rilevato dalla britannica Cunard Line in conto riparazioni di guerra e ribattezzato RMS Berengaria.
Dopo il 1918, in seguito alla sconfitta dell'Impero tedesco nella prima guerra mondiale il cantiere navale cessò la produzione di navi da guerra in base alle clausole del trattato di Versailles. Gli armatori limitarono anche gli ordini per la costruzione di navi passeggeri, sebbene il cantiere navale avesse ancora nel 1924 un saldo positivo, ma nel 1925 la situazione si deteriorò a tal punto che nemmeno le sovvenzioni del governo prussiano e del governo del Reich riuscirono a salvarlo dalla crisi. Nel 1926, con l'inizio della Grande depressione che portò dalla metà degli anni venti al 1930 un grave collasso nel settore delle costruzioni navali e colpì tutti i principali cantieri navali tedeschi, il settore navale della Vulcan-Werke Hamburg und Stettin Actiengesellschaft fu acquistato dalla società Deschimag (Deutsche Schiff-und Maschinenbau AG) di Brema; nel 1928 questa lo cedette alla Howaldtswerke di Kiel che decise di chiudere per bancarotta gli stabilimenti navali di Stettino e vendette il settore costruzioni ferroviarie rilevato nello stesso anno dalla Borsig di Berlino.
Nel 1939 il cantiere venne riaperto da una nuova compagnia, anche questa denominata Vulkan, che nel 1940 avviò l'attività di costruzioni navali per la Kriegsmarine. Nonostante fosse stata avviata la costruzione di numerose unità navali, tra cui 18 sommergibili type-VII C, a causa della guerra soltanto qualche unità venne varata e completata, tra cui due sommergibili, ma solo uno di essi l'U-901 entrò in servizio mentre il secondo, l'U-902, venne distrutto da un attacco aereo prima che potesse entrare in servizio.
Al termine della seconda guerra mondiale Stettino si trovò nella Zona di occupazione sovietica della Germania con i cantieri navali in gran parte distrutti durante la guerra dai bombardamenti. Il 14 giugno 1945, il dipartimento marittimo del ministero dell'Industria ha costituito l'Unione cantieri navali polacchi (polacco: Zjednoczone Stocznie Polskie; acronimo: ZSP) con sede a Danzica. Le prime decisioni furono quelle di nominare commissioni incaricate di subentrare ai russi nei cantieri da loro occupati. Con la sconfitta della Germania nella seconda guerra mondiale, a seguito del trattato di Parigi Stettino entrò a far parte della Repubblica Popolare di Polonia,
Nel 1948 sul vecchio sito del cantiere Vulkan e con quel che rimaneva dell'adiacente stabilimento Stettiner Oderwerke venne istituito il Cantiere navale di Stettino (polacco: Stocznia Szczecińska), dove il 6 novembre 1948 avvenne il varo della prima nave costruita dopo la guerra in Polonia, la portarinfuse Sołdek, adattata per trasportare sia carbone che minerale alla rinfusa. Nel 1950, conformemente all'ordinanza del Ministro della navigazione del 20 febbraio, l'Unione cantieri navali polacchi venne trasformata in Industria Centrale di costruzioni navali (in polacco: Centralny Zarząd Przemysłu Okrętowego; acronimo: CZPO) che raggruppava quattro imprese di proprietà statale: Cantiere navale di Danzica, Cantiere navale settentrionale (ex fabbrica vagoni), Cantiere navale di Gdynia e Cantiere navale di Stettino.
Sotto il controllo del governo polacco il cantiere ha investito in nuove attrezzature, giungendo ad impiegare circa 11.000 lavoratori. Nel 1999, gli ordini per la costruzione di nuove navi crollarono drammaticamente a causa della crisi internazionale del settore delle costruzioni navali. Problemi finanziari e successiva insolvenza hanno portato alla cessazione dei lavori nel marzo 2002 e al fallimento nel luglio 2002. La società fu rilevata dall'Agenzia statale per lo sviluppo industriale e continuò la produzione sotto il nome di Stocznia Szczecińska Nowa. Nel 2009, questo cantiere ha anche cessato le operazioni, ponendo fine a una tradizione di costruzione navale di oltre 150 anni a Stettino.